# Клодін Гей
Клодін Гей (англ. Claudine Gay; нар. 4 серпня 1970, Нью-Йорк) — американська політологиня, з 2023 року очолює Гарвардський університет. Раніше з 2006 року працювала там професором кафедри державного управління та африканських та афроамериканських досліджень, а з 2018 по 2023 рік була деканом факультету мистецтв і наук.

## Кар'єра
Клодін Гей — дочка інженера-будівельника та медсестри, яка емігрувала до Нью-Йорка з Гаїті. Вона виросла в Нью-Йорку і тимчасово перебувала в Саудівській Аравії, коли її батько працював там в інженерному корпусі армії США. Потім відвідувала Академію Phillips Exeter до 1988 року.
У 1992 році вона здобула ступінь бакалавра економіки в Стенфордському університеті, а потім почала захист доктора політичних наук у Гарвардському університеті. У 1996 році Гей також була стипендіаткою Інституту Брукінгса. У 1998 році вона здобула докторський ступінь у Гарварді, захистивши дисертацію «Взяття на себе відповідальності: успіх чорношкірих на виборах і переосмислення американської політики».
У 1999 році працювала запрошеною співробітницею в Каліфорнійському інституті державної політики. З 2000 року Гей була доценткою кафедри політичних наук Стенфордського університету, а в 2005 році отримала посаду доцентки. З 2003 по 2004 рік вона також була співробітницею Центру перспективних досліджень поведінкових наук у Стенфорді. У 2006 році вона була призначена на посаду професора Департаменту уряду Гарвардського університету. У 2008 році вона також отримала там професорську посаду на кафедрі африканських та афроамериканських досліджень.
Станом на 2015 рік Гей була деканом соціальних наук у Гарварді, а згодом стала деканом всього факультету мистецтв і наук, найбільшого з десяти факультетів університету, у 2018 році. У липні 2023 року вона стала 30-м президентом університету, змінивши Лоуренса С. Бакова, який пішов у відставку. Вона є першою чорношкірою людиною та другою жінкою на цій посаді.
З 2022 року Гей є членкинею Американської академії мистецтв і наук. Серед іншого вона також є членкинею правління Pew Research Center.
Клодін Гей одружена і має сина. Її двоюрідна сестра — письменниця Роксана Гей.